# Richard J. Goldstone
Richard J. Goldstone (né le 26 octobre 1938 à Boksburg en Afrique du Sud) est un ancien juge de la Cour constitutionnelle d'Afrique du Sud.

## Carrière
Nommé procureur au Tribunal pénal international pour l'ex-Yougoslavie et pour le Rwanda. Il fut nommé en 1991, par le président Frederik de Klerk, à la tête de la Commission Goldstone visant à prévenir les violences politiques tentant de torpiller les négociations sur le démantèlement de l’apartheid. Il a été juge de la cour suprême du Transvaal de 1980 à 1989 sous le régime d'apartheid sud-africain.

## Rapport Goldstone
Désigné par le Conseil des droits de l'homme de l'ONU pour établir un rapport sur l'opération militaire appelé Opération Plomb durci (2008), le juge Richard Goldstone a remis ses conclusions le jeudi 15 octobre 2009 dans un document désigné comme le « Rapport Goldstone » par les médias, qui affirme entre autres qu'Israël a commis des crimes de guerre durant l'opération.
Le rapport a été très mal reçu en Israël. D'après The Guardian, « Richard Goldstone est devenu l’ennemi public numéro un en Israël. Aux yeux du gouvernement Netanyahu et de ses partisans, le juge sud-africain incarne les efforts en vue de “délégitimer” l’État juif et le priver de sa capacité à se défendre. Les médias populaires le présentent comme le Juif anti-sémite par excellence. Les organisations de défense des droits de l’homme qui ont fourni des informations à la commission ont été, elles, qualifiées de collaborateurs et de traîtres. »
Deux ans plus tard, il revient sur les conclusions et dit que la commission d'enquête qu'il présidait « ne disposait pas assez d'éléments pour dire avec certitude qu’Israël a tué intentionnellement des civils. ». Il écrit notamment ː

« Si j’avais su ce que je sais à présent, le rapport Goldstone aurait été un document différent. [...] Si les enquêtes publiées par l'Armée israélienne et reconnues dans le rapport du comité des Nations Unies ont établi la validité de certains incidents [...] impliquant des soldats individuellement, elles indiquent que les instructions officielles n'indiquaient pas de prendre des civils pour cibles intentionnelles. »